# Nyíregyháza Tigers 2018
Questa voce raccoglie le informazioni riguardanti i Nyíregyháza Tigers nelle competizioni ufficiali della stagione 2018.

## Hungarian Football League 2018

### Stagione regolare
| 7 aprile 2018, ore 15:00 2ª giornata | Nyíregyháza Tigers | 28 – 7 | Fehérvár Enthroners |  |

| 28 aprile 2018 4ª giornata | Nyíregyháza Tigers | 59 – 22 | Budapest Eagles |  |

| 6 maggio 2018 5ª giornata | Győr Sharks | 0 – 38 | Nyíregyháza Tigers |  |

| 20 maggio 2018 6ª giornata | Nyíregyháza Tigers | 26 – 32 | Budapest Wolves |  |

| 3 giugno 2018 7ª giornata | Nyíregyháza Tigers | 28 – 7 | Dunaújváros Gorillaz |  |

| 9 giugno 2018 Recupero 1ª giornata | Miskolc Steelers | 35 – 0 | Nyíregyháza Tigers |  |

| 17 giugno 2018 8ª giornata | Budapest Cowbells | 37 – 19 | Nyíregyháza Tigers |  |

### Playoff
| 30 giugno 2018 Semifinale | Budapest Wolves | 35 – 20 | Nyíregyháza Tigers |  |

## Statistiche di squadra
| Competizione      | %Vittorie | In casa | In casa | In casa | In casa | In casa | In casa | In trasferta | In trasferta | In trasferta | In trasferta | In trasferta | In trasferta | Totale | Totale | Totale | Totale | Totale | Totale |
| Competizione      | %Vittorie | G       | V       | N       | P       | Pf      | Ps      | G            | V            | N            | P            | Pf           | Ps           | G      | V      | N      | P      | Pf     | Ps     |
| ----------------- | --------- | ------- | ------- | ------- | ------- | ------- | ------- | ------------ | ------------ | ------------ | ------------ | ------------ | ------------ | ------ | ------ | ------ | ------ | ------ | ------ |
| Stagione regolare | .571      | 4       | 3       | 0       | 1       | 141     | 68      | 3            | 1            | 0            | 2            | 57           | 72           | 7      | 4      | 0      | 3      | 198    | 140    |
| Playoff           | .000      | 0       | 0       | 0       | 0       | 0       | 0       | 1            | 0            | 0            | 1            | 20           | 35           | 1      | 0      | 0      | 1      | 20     | 35     |
| Totale            | .500      | 4       | 3       | 0       | 1       | 141     | 68      | 3            | 1            | 0            | 3            | 77           | 107          | 8      | 4      | 0      | 4      | 218    | 175    |